# Saw Gerrera
Personnage de fiction apparaissant dans
Star Wars.
Saw Gerrera est un personnage fictif de l'univers Star Wars. Il apparaît pour la première fois dans la série télévisée d'animation Star Wars: The Clone Wars. Il est ensuite interprété par Forest Whitaker dans Rogue One: A Star Wars Story puis dans la série Andor. Par ailleurs, le personnage réapparaît dans les séries télévisées d'animation Star Wars Rebels et Star Wars: The Bad Batch ainsi que dans le jeu vidéo Star Wars Jedi: Fallen Order.

## Biographie

### Guerre des clones
Durant la guerre des clones, il est l'un des leaders, avec sa sœur Steela, d'un groupe de résistants qui lutte contre la Confédération des systèmes indépendants et le roi illégitime qu'elle a mis au pouvoir sur sa planète, Onderon. Il est assisté dans sa tâche par les Jedi Obi-Wan Kenobi, Anakin Skywalker et Ahsoka Tano. Étant donné qu'Onderon fait partie des systèmes indépendants, ces derniers ne peuvent pas intervenir directement et décident plutôt de les entraîner secrètement avec l'aide du capitaine Rex. Saw possède un rôle crucial dans la libération d’Onderon. En effet, il tente de sauver le roi déchu Ramsis Dendup de l'exécution mais se retrouve lui-même capturé et torturé. Cependant, il réussit à convaincre le général de milice Tandin que les rebelles se battent par loyauté envers leur souverain légitime et ce dernier décide de se retourner contre les Séparatistes qu'il servait jusque-là. Finalement, Saw et Steela mènent la résistance sur Onderon, non sans en payer le prix fort. En effet, à la suite de l'explosion d'une canonnière, Steela subit une chute mortelle. Ahsoka, se sentant responsable de sa mort, présente à Saw des excuses qu'il accepte, jugeant qu'il faut bien payer un prix pour la victoire.

### Sous l'Empire
À la suite de la fin de la guerre des clones et l'avènement de l'Empire galactique, Saw Gerrera mène un groupe de rebelles d’Onderon composé de soldats de la défunte République et leur famille. Ils sont alors traqués par l'amiral Wilhuff Tarkin.
Quelques années plus tard, Saw se retrouve en mission sur Géonosis. Après que la Rébellion a perdu contact avec lui, l'équipage du Ghost est envoyé pour le secourir. Le personnage se montre alors de plus en plus extrémiste au fil des années de lutte contre l'Empire, torturant notamment un Géonosien durant cette mission,.
Plus tard, il sauve Ezra Bridger et Sabine Wren au cours d'une mission, alors qu'il est en train de mener une enquête qu'il a commencée sur Géonosis à propos de la construction d'une terrible arme menée par l'Empire.
Du fait de son extrémisme, Saw dirige peu de temps avant la bataille de Yavin un groupe nommé Les Partisans en marge de l'Alliance rebelle sur la lune de Jedha. Il assiste cette dernière dans sa mission visant à voler les plans de l'Étoile de la mort, la station spatiale destructrice construite par l'Empire. Il sert en parallèle de mentor à Jyn Erso, qu'il a sauvée lorsqu'elle était enfant quand son père Galen Erso avait été enlevé par Orson Krennic, un haut placé de l'Empire. Saw transmet alors à Jyn un message holographique de son père indiquant un point faible de l'Étoile de la mort. Alors que la station est sur le point de tirer sur la ville de Jedha, Jyn et ses compagnons décident de s'échapper, tandis que Saw choisit de ne plus fuir et d'accepter la mort.

## Concept et création
Imaginé par George Lucas en 2005, Saw Gerrera devait initialement être un personnage de la série télévisée en prise de vues réelles Star Wars Underworld, alors en développement,. Celle-ci devait traiter de la période située entre La Revanche des Sith et Un nouvel espoir, les épisodes III et IV de la saga cinématographique, durant la période de l'Empire. Son nom et son histoire sont inspirés de Che Guevara.
Après plusieurs reports de la série, le personnage de Saw fut introduit en 2012 par la série d'animation The Clone Wars, se déroulant entre L'Attaque des clones et La Revanche des Sith (épisodes II et III), sous la République, durant la guerre des clones.
La période de l'Empire est ensuite abordée dans une nouvelle série d'animation, Star Wars Rebels, à partir de 2014. Bien qu'absent des deux premières saisons, Saw est cité dans un épisode et décrit par l'agent Kallus, un officier impérial, comme étant à la tête d'une cellule rebelle violente. 
Entre-temps, Saw Gerrera apparaît en 2016 dans le premier film dérivé de la saga, Rogue One: A Star Wars Story, dont l'action se déroule juste avant l'épisode IV. Il y est incarné par l'acteur américain Forest Whitaker, qui lui prête ensuite sa voix dans la série d'animation Star Wars Rebels dans les saisons 3 et 4. Il reprend également ce rôle en 2022, dans la série Andor.

## Apparitions

### Télévision
- Star Wars: The Clone Wars[1],[3],[4], série télévisée d'animation (2008-2020) :
  - Saison 5 (2012-2013) :
    - ép. 2, Une guerre sur deux fronts (A War on Two Fronts) ;
    - ép. 3, Les Meneurs (Front Runners) ;
    - ép. 4, La Reconquête (The Soft War) ;
    - ép. 5, Points de rupture (Tipping Points).

- Star Wars Rebels, série télévisée d'animation (2014-2018) :
  - Saison 2 (2015-2016) :
    - ép. 15, À la loyale (The Honorable Ones) — mentionné uniquement[1] ;

  - Saison 3 (2016-2017) :
    - ép. 11, Les Fantômes de Géonosis, première partie (Ghosts of Geonosis: Part I) ;
    - ép. 12, Les Fantômes de Géonosis, deuxième partie (Ghosts of Geonosis: Part II) ;

  - Saison 4 (2017-2018) :
    - ép. 3, Au nom de la rébellion, première partie (In the Name of the Rebellion: Part I) ;
    - ép. 4, Au nom de la rébellion, deuxième partie (In the Name of the Rebellion: Part II) ;
    - ép. 5, L'Occupation (The Occupation) — mentionné uniquement.

- Star Wars: The Bad Batch, série télévisée d'animation (2021-2024) :
  - Saison 1 (2021) :
    - ép. 1, La Clone Force 99 (Aftermath) ;
    - ép. 3, Trouver sa place (Replacements) — mentionné uniquement ;

  - Saison 2 (2023) :
    - ép. 15, Le Sommet (The Summit).

- Andor, série télévisée en prise de vues réelles (2022-2025) :
  - Saison 1 (2022) :
    - ép. 4, Aldhani — mentionné uniquement ;
    - ép. 8, Narkina 5 ;
    - ép. 11, La communauté des filles des colons (Daughter of Ferrix) ;

  - Saison 2 (2025) :
    - ép. 4, Connaissez-vous Ghorman ? (Ever Been to Ghorman?) ;
    - ép. 5, J'ai des amis un peu partout (I Have Friends Everywhere) ;
    - ép. 12, Jedha, Kyber, Erso.

### Cinéma
- Rogue One: A Star Wars Story, film de Gareth Edwards (2016)[4].

### Littérature
- Liens du sang (Bloodline), roman de Claudia Gray (2016) — mentionné uniquement[1] ;
- Catalyseur (Catalyst), roman de James Luceno (2016) ;
- Soulèvement rebelle (Rebel Rising), roman de Beth Revis (en) (2017)[16].

### Jeux vidéo
- Star Wars Jedi: Fallen Order (2019).

## Interprètes

### Versions originales
Saw Gerrera est interprété par l'acteur américain Forest Whitaker dans le film Rogue One: A Star Wars Story et la série Andor. Il lui prête ensuite sa voix dans la série d'animation Star Wars Rebels et dans le jeu Star Wars Jedi: Fallen Order.
Dans les séries d'animation The Clone Wars et The Bad Batch, il est interprété vocalement par Andrew Kishino (en).

### Voix françaises
- Emmanuel Curtil[17] : The Clone Wars.
- Daniel Njo Lobé :
  - Rogue One: A Star Wars Story ;
  - Star Wars Rebels ;
  - Star Wars Jedi: Fallen Order ;
  - The Bad Batch ;
  - Andor.

### Voix québécoise
- Normand D'Amour :
  - Rogue One: A Star Wars Story ;
  - Andor.